# Interférence (baseball)

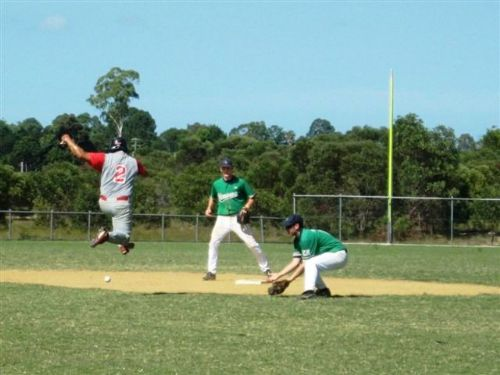
Un coureur (en gris et rouge) saute par-dessus la balle pour éviter d'en dévier la trajectoire et nuire au déroulement du jeu.

Pour les articles homonymes, voir Interférence (homonymie).
Au baseball, l'interférence, ou obstruction, est une infraction commise dans le cours d'un match et punissable par un arbitre. L'interférence peut être commise par un joueur en offensive ou en défensive, par un entraîneur, un joueur qui n'est pas en jeu, des spectateurs ou même par les arbitres eux-mêmes. Des règles déterminent les types d'interférence selon les situations ainsi que les pénalités qui s'y rattachent.

## Interférence par l'équipe en offensive
Le type le plus courant d'interférence est lorsqu'un membre de l'équipe en offensive s'interpose de manière à perturber le bon déroulement du jeu et à empêcher l'équipe en défensive de réussir un retrait, ou encore s'il aide un joueur de sa propre équipe à avancer d'un ou plusieurs buts. Il y aura, par exemple, interférence si un coureur se place volontairement dans la trajectoire d'un relais effectué par le club en défensive, ou s'interpose physiquement pour nuire à un adversaire tentant de poser une action défensive.
Lorsqu'une interférence offensive est appelée par un arbitre, la balle devient morte. Le joueur coupable est déclaré retiré et le(s) coureur(s) doivent retraiter aux bases qu'ils occupaient au moment de l'interférence. Lors d'une tentative de double jeu (deux retraits d'un coup) si le premier coureur éliminé nuit à un joueur en défensive pour prévenir un second retrait, le frappeur-coureur sera déclaré retiré même s'il n'a pas commis d'offense. Si c'est ce frappeur-coureur qui commet l'interférence sur un possible double jeu, il sera déclaré retiré ainsi en plus du coureur de son équipe qui est le plus près de marquer un point. Si un joueur ayant été retiré ou un autre membre de l'équipe (par exemple un entraîneur sur les lignes de côté) se rend coupable d'interférence, le coureur qui est jugé le plus susceptible d'avoir été retiré sera déclaré retiré par l'arbitre.
Un coureur pris en souricière doit échapper aux joueurs en défensive, mais ne doit pas lui non plus délibérément leur nuire, par exemple en les bousculant ou en frappant sur leur gant pour leur faire échapper la balle. Le baseball comporte généralement peu de contacts physiques entre les joueurs. Une exception notable est la collision au marbre entre un coureur et un receveur ou tout autre joueur défensif tentant de prévenir un point. Ces contacts sont en règle générale légaux, du moins dans les Ligues majeures de baseball. Un arbitre peut toutefois déclarer un joueur en attaque retiré sur interférence s'il utilise une force qu'il juge excessive pour empêcher le retrait ou faire perdre possession de la balle au receveur. Dans un cas extrême où le coureur tenterait délibérément de blesser l'adversaire, le joueur coupable pourrait aussi être expulsé de la partie. Certaines ligues de baseball, notamment celles où les joueurs sont plus jeunes, ont des règles plus strictes concernant les contacts physiques.
Ces autres actions sont aussi considérées comme des interférences : 
- Un frappeur ou un coureur fait intentionnellement dévier la trajectoire d'une balle qui vient d'être frappée, dans le but ou non d'empêcher les adversaires d'effectuer correctement leurs actions défensives.
- Le bâton du frappeur frappe la balle une seconde fois.
- Un joueur de l'équipe en offensive touche à la balle, tente de l'intercepter ou ne fait aucun effort apparent pour ne pas se trouver dans sa trajectoire.
- Un entraîneur posté sur les lignes de côté près du premier ou troisième but touche à un de ses joueurs pour le ramener vers un but ou le pousser vers le suivant. Ou s'il quitte l'espace qui lui est assigné sur les lignes de côté, interfère avec le jeu.
- Un frappeur ne s'écarte pas de la boîte du frappeur pour nuire au receveur tentant d'effectuer un relais.